# Алексовский, Игор
Игор Алексовский (макед. Игор Алексовски, род. 24 февраля 1995, Скопье) — северомакедонский футболист, вратарь клуба «Работнички» и сборной Северной Македонии.

## Клубная карьера
Родился 24 февраля 1995 года в городе Скопье. Воспитанник молодёжных команд футбольных клубов «Беласица» (Струмица) и «Македония Джерче Петров».
Во взрослом футболе дебютировал в 2012 году, сыграв за «Македония Джерче Петров», в котором провел четыре сезона, приняв участие в 31 матче чемпионата.
Его игра за «Джерче» привлекла внимание представителей тренерского штаба клуба «Вардар», к которому он присоединился в 2016 году. Алексовский провёл там два сезона, и завоевал титул чемпиона Македонии, однако, основным вратарем так и не стал.
В 2018 году перешел в «Шкупи».
15 июня 2022 года стал игроком футбольного клуба «Работнички».

## Выступления за национальную сборную
В 2012 году дебютировал за сборную Македонии U-19, приняв участие в 8 матчах на молодёжном уровне, пропустив 8 голов.
С 2014 по 2017 год он был задействован в молодёжной сборной Македонии. На молодёжном уровне Алексовский сыграл в 13 официальных матчах, пропустив 12 голов. В составе македонской «молодежи» он принимал участие в молодёжном Евро-2017, в котором его команда заняла последнее место в своей группе и не смогла пробиться в плей-офф.
В 2015 году дебютировал за основную сборную Македонии в товарищеском матче против молодёжной сборной Македонии.